# Polientes
Polientes es la capital del municipio de Valderredible. Está situada a 112 kilómetros de Santander, y tiene una altitud de 715 m s. n. m. En el año 2024, Polientes contaba con una población de 201 habitantes (INE). 
Posee numerosas instalaciones de hostelería así como de hospedaje.
Destaca del lugar, el Centro de Educación Ambiental (gestionado por Caja Cantabria) que desde 1992 lleva recibiendo a escolares para fomentar el contacto directo de los niños con el entorno natural, realizar actividades tanto deportivas como de convivencia y de respeto al medio ambiente.

## Paisaje y naturaleza
Polientes se sitúa en el centro del valle de Valderredible en la margen izquierda del río Ebro que en esta zona se oculta entre generosas choperas. El matorral de “Quercus faginea” y el pinar de repoblación protegen al pueblo por el norte, mientras que los campos de trigo y los cultivos de patata se extienden por el sur hasta juntarse con los terraplenes que descienden del páramos de La Lora. En la plaza del pueblo existió hasta hace pocos años una monumental olma, muy querida por todos los vallucos y que sigue siendo, todavía hoy, algo más que un recuerdo.

## Geografía

### Clima
El clima de Polientes y de su municipio Valderredible es bastante diferente al del resto de Cantabria, pues podríamos definirlo como Mediterráneo continentalizado. La estación estival es la más seca y se superan con gran frecuencia los 30 °C, alcanzándose esporádicamente más de 35 °C, si bien las noches son muy frescas. Sin embargo, en invierno es frecuente que las temperaturas bajen de los 0 °C, produciéndose numerosas heladas en las noches despejadas de nubes y nevadas esporádicas. En Polientes, se han llegado a alcanzar los -25,0 °C el 4 de enero de 1971, que es una de las temperaturas más bajas registradas en España. En comparación con el resto de la comarca de Campoo-Los Valles, Polientes y Valderredible tienen inviernos no tan fríos (debido a que se encuentran menos elevados y más al sur) y veranos más calurosos (por las mismas razones). Debido también a que se sitúa en el fondo de un valle formado por el río Ebro, destacan el gran número de días de niebla al cabo del año.

## Patrimonio histórico
Desde la segunda mitad del siglo XIX y hasta la segunda década del XX, Polientes experimentó un crecimiento urbanístico hacia la parte baja del pueblo, creándose una plaza alrededor de la cual se edificaron el ayuntamiento de Valderredible y otros edificios con cierta vocación urbana como consecuencia de la modesta actividad terciaria generada por la capitalidad comarcal. De 1856 data la casa del general José Casado, situada enfrente de la iglesia, con buenos muros de sillería que se retranquean en la calle central y se adornan de elegantes molduras en vanos y cornisa.
Interesante es, a su vez, la fachada del ayuntamiento, construido en 1906 destacándose la arquería de su soportal, las molduras de tono ecléctico de los dinteles de las ventanas y el remate de hierro forjado de su tejado. La iglesia de San Cristóbal se construyó en el siglo XVIII y se amplió en el XIX y en una sólida construcción con pocas concesiones a lo decorativo. Polientes conserva, por último, alineaciones de casas tradicionales de gran belleza, con portaladas, balcones y miradores que han soportado bien el paso del tiempo. El Ayuntamiento cuenta con un salón de actos en el que se programan diversos actos culturales sobre todo durante el verano.
Con motivo de la celebración del Día de Valderredible, el primer fin de semana de agosto, se convoca un concurso de carteles y otro de fotografía con paralela exposición de las obras presentadas.